# African Championship of Nations 2016 (kwalificatie)

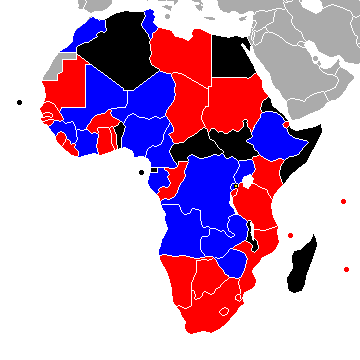
Gekwalificeerd.
Uitgeschakeld.
Geen deelname.
Niet lid van de CAF.

De kwalificatie voor de African Championship of Nations 2016 is een kwalificatietoernooi dat werd gehouden van 15 juni 2015 tot en met 31 oktober 2015. Landen mogen alleen spelers selecteren die in het land zelf actief zijn. 16 landen mogen deelnemen aan het uiteindelijke toernooi dat start in januari 2016. Rwanda is als thuisland al direct geplaatst. 15 landen kunnen zich daarnaast nog kwalificeren. 

## Deelnemende landen
| Zone          | Aantal plekken                | Landen die meedoen | Landen die niet meedoen                     |
| ------------- | ----------------------------- | --- | ------------------------------------------- |
| Noord         | 2 plekken                     | - Libië - Marokko - Tunesië | - Algerije (gediskwalificeerd) - Egypte     |
| West A        | 2 plekken                     | - Gambia - Guinee - Guinee-Bissau - Liberia - Mali - Mauritanië - Senegal - Sierra Leone                                              | - Kaapverdië                                |
| West B        | 3 plekken                     | - Burkina Faso - Ghana - Ivoorkust - Niger - Nigeria - Togo                                                                           | - Benin                                     |
| Centraal      | 3 plekken                     | - Kameroen - Centraal-Afrikaanse Republiek - Tsjaad - Congo-Brazzaville - Congo-Kinshasa - Gabon                                      | - Equatoriaal-Guinea - Sao Tomé en Principe |
| Oost-Centraal | 2 plekken + Rwanda (Gastland) | - Burundi - Djibouti - Ethiopië - Kenia - Soedan - Tanzania - Oeganda                                                                 | - Eritrea - Somalië - Zuid-Soedan           |
| Zuid          | 3 plekken                     | - Angola - Botswana - Comoren - Lesotho - Mauritius - Mozambique - Namibië - Seychellen - Zuid-Afrika - Swaziland - Zambia - Zimbabwe | - Madagaskar - Malawi                       |
| Totaal        | 15 plekken + gastland         | 42 teams |                                             |

## Data
| Wedstrijd                         | Datum              |
| --------------------------------- | ------------------ |
| Wedstrijd 1–3 (Gastland: Marokko) | 15–21 juni 2015    |
| Wedstrijd 4–6 (Gastland: Tunesië) | 19–25 oktober 2015 |

| Ronde        | Wedstrijd        | Datum              |
| ------------ | ---------------- | ------------------ |
| Voorronde    | Eerste wedstrijd | 19–21 juni 2015    |
| Voorronde    | Tweede wedstrijd | 3–5 juli 2015      |
| Eerste ronde | Eerste wedstrijd | 16–18 oktober 2015 |
| Eerste ronde | Tweede wedstrijd | 23–25 oktober 2015 |

## Zone Noord
| Team    | Pld | W | G | V | DV | DT | DS | Pnt |
| ------- | --- | - | - | - | -- | -- | -- | --- |
| Marokko | 4   | 3 | 1 | 0 | 11 | 3  | +8 | 10  |
| Tunesië | 4   | 1 | 1 | 2 | 4  | 5  | -1 | 4   |
| Libië   | 4   | 1 | 0 | 3 | 1  | 8  | -7 | 3   |

|                                             |            |                  |             |                                                              |
| 15 juni 2015 «onderlinge duels» 20:00 (UTC) | Marokko    | 1 – 1            | Tunesië     | Stade Mohammed V, Casablanca Scheidsrechter: Ousmane Karembe |
| 15 juni 2015 «onderlinge duels» 20:00 (UTC) | Hafidi 68' | Wedstrijdverslag | Aouadhi 39' | Stade Mohammed V, Casablanca Scheidsrechter: Ousmane Karembe |

|                                             |                |                  |         |                                                          |
| 18 juni 2015 «onderlinge duels» 22:00 (UTC) | Libië          | 1 – 0            | Tunesië | Stade Mohammed V, Casablanca Scheidsrechter: Brian Miiro |
| 18 juni 2015 «onderlinge duels» 22:00 (UTC) | Al Khritli 75' | Wedstrijdverslag |         | Stade Mohammed V, Casablanca Scheidsrechter: Brian Miiro |

|                                             |                                   |                  |       |                                                                      |
| 21 juni 2015 «onderlinge duels» 22:00 (UTC) | Marokko                           | 3 – 0            | Libië | Stade Mohammed V, Casablanca Scheidsrechter: El Fatih Wadeed Khaleel |
| 21 juni 2015 «onderlinge duels» 22:00 (UTC) | Iajour 16' Hafidi 40' Saâdane 73' | Wedstrijdverslag |       | Stade Mohammed V, Casablanca Scheidsrechter: El Fatih Wadeed Khaleel |

|                                                  |           |                  |       |                                                         |
| 19 oktober 2015 «onderlinge duels» 18:00 (UTC+1) | Tunesië   | 1 – 0            | Libië | Olympisch Stadion, Radès Scheidsrechter: Redouane Necib |
| 19 oktober 2015 «onderlinge duels» 18:00 (UTC+1) | Bguir 75' | Wedstrijdverslag |       | Olympisch Stadion, Radès Scheidsrechter: Redouane Necib |

|                                                  |       |                  |                                                      |                                                       |
| 22 oktober 2015 «onderlinge duels» 18:00 (UTC+1) | Libië | 0 – 4            | Marokko                                              | Olympisch Stadion, Radès Scheidsrechter: Daouda Gueye |
| 22 oktober 2015 «onderlinge duels» 18:00 (UTC+1) |       | Wedstrijdverslag | Benjelloun 26' Lembarki 39' Housni 84' Ounajem 90+4' | Olympisch Stadion, Radès Scheidsrechter: Daouda Gueye |

|                                                  |                       |                  |                                               |                                                              |
| 25 oktober 2015 «onderlinge duels» 18:00 (UTC+1) | Tunesië               | 2 – 3            | Marokko                                       | Olympisch Stadion, Radès Scheidsrechter: Ibrahim Nour El Din |
| 25 oktober 2015 «onderlinge duels» 18:00 (UTC+1) | Machani 28' Bguir 80' | Wedstrijdverslag | Khadrouf 20' Achchakir 70' (pen.) Ounajem 84' | Olympisch Stadion, Radès Scheidsrechter: Ibrahim Nour El Din |

## Zone West A

### Voorronde
|                                             |               |       |             |                                |
| 20 juni 2015 «onderlinge duels» 16:20 (UTC) | Guinee-Bissau | 1 – 1 | Mali        | Estádio 24 de Setembro, Bissau |
| 20 juni 2015 «onderlinge duels» 16:20 (UTC) | Obetchi 5'    |       | Sissoko 19' | Estádio 24 de Setembro, Bissau |

|                                            |                                    |       |               |                                                              |
| 5 juli 2015 «onderlinge duels» 17:00 (UTC) | Mali                               | 3 – 1 | Guinee-Bissau | Stade Modibo Kéïta, Bamako Scheidsrechter: Ahmed Sekou Toure |
| 5 juli 2015 «onderlinge duels» 17:00 (UTC) | B. Diarra 33' Koné 76' Sissoko 85' |       | Fati 29'      | Stade Modibo Kéïta, Bamako Scheidsrechter: Ahmed Sekou Toure |

|                                             |                             |       |                |                                                           |
| 21 juni 2015 «onderlinge duels» 22:00 (UTC) | Mauritanië                  | 2 – 1 | Sierra Leone   | Stade Olympique, Nouakchott Scheidsrechter: Boubou Traoré |
| 21 juni 2015 «onderlinge duels» 22:00 (UTC) | Abeid 5' Denna 45+1' (pen.) |       | Tarawallie 85' | Stade Olympique, Nouakchott Scheidsrechter: Boubou Traoré |

|                                             |              |                          |            |                                                         |
| 27 juni 2015 «onderlinge duels» 22:00 (UTC) | Sierra Leone | 0 – 2                    | Mauritanië | Stade Olympique, Nouakchott Scheidsrechter: Jerry Yekeh |
| 27 juni 2015 «onderlinge duels» 22:00 (UTC) |              | Dellahi 34' Beyguili 36' |            | Stade Olympique, Nouakchott Scheidsrechter: Jerry Yekeh |

|                                             |                               |       |          |                                                       |
| 22 juni 2015 «onderlinge duels» 17:00 (UTC) | Guinee                        | 3 – 1 | Liberia  | Stade Modibo Kéïta, Bamako Scheidsrechter: Eric Fagla |
| 22 juni 2015 «onderlinge duels» 17:00 (UTC) | S. Camara 8', 38' Sankhon 62' |       | Dweh 56' | Stade Modibo Kéïta, Bamako Scheidsrechter: Eric Fagla |

|                                            |             |       |               |                                                                   |
| 5 juli 2015 «onderlinge duels» 16:00 (UTC) | Liberia     | 1 – 1 | Guinee        | Antoinette Tubman Stadium, Monrovia Scheidsrechter: Raymond Coker |
| 5 juli 2015 «onderlinge duels» 16:00 (UTC) | Vitalis 38' |       | A. Camara 57' | Antoinette Tubman Stadium, Monrovia Scheidsrechter: Raymond Coker |

|                                             |                        |       |              |                                                   |
| 20 juni 2015 «onderlinge duels» 17:00 (UTC) | Senegal                | 3 – 1 | Gambia       | Stade Demba Diop, Dakar Scheidsrechter: Juste Zio |
| 20 juni 2015 «onderlinge duels» 17:00 (UTC) | Niang 9', 90+3' Ba 45' |       | Krubally 11' | Stade Demba Diop, Dakar Scheidsrechter: Juste Zio |

|                                            |        |          |         |                                             |
| 4 juli 2015 «onderlinge duels» 16:30 (UTC) | Gambia | 0 – 1    | Senegal | Independence Stadium, Bakau Scheidsrechter: |
| 4 juli 2015 «onderlinge duels» 16:30 (UTC) |        | Ndoye 7' |         | Independence Stadium, Bakau Scheidsrechter: |

### Eerste ronde
De winnaars van deze ronde plaatsen zich voor het hoofdtoernooi. 
|                                                |                                  |       |                 |                                                          |
| 18 oktober 2015 «onderlinge duels» 16:30 (UTC) | Mali                             | 2 – 1 | Mauritanië      | Stade du 26 Mars, Bamako Scheidsrechter: Mohamed Benouza |
| 18 oktober 2015 «onderlinge duels» 16:30 (UTC) | Abeid 67' (e.d.) A. Diarra 90+2' |       | Denna 8' (pen.) | Stade du 26 Mars, Bamako Scheidsrechter: Mohamed Benouza |

|                                             |            |       |             |                                                                 |
| oktober 2015 «onderlinge duels» 17:00 (UTC) | Mauritanië | 1 – 1 | Mali        | Stade Olympique, Nouakchott Scheidsrechter: Manuel Timas Mendes |
| oktober 2015 «onderlinge duels» 17:00 (UTC) | Niass 45'  |       | Bakayoko 5' | Stade Olympique, Nouakchott Scheidsrechter: Manuel Timas Mendes |

|                                                |                                |       |         |                                                        |
| 17 oktober 2015 «onderlinge duels» 17:00 (UTC) | Guinee                         | 2 – 0 | Senegal | Stade du 26 Mars, Bamako Scheidsrechter: Denis Dembélé |
| 17 oktober 2015 «onderlinge duels» 17:00 (UTC) | A. M. Sylla 6' A. I. Sylla 24' |       |         | Stade du 26 Mars, Bamako Scheidsrechter: Denis Dembélé |

|                                                |                          |       |             |                                                      |
| 24 oktober 2015 «onderlinge duels» 17:00 (UTC) | Senegal                  | 3 – 1 | Guinee      | Stade Demba Diop, Dakar Scheidsrechter: Hicham Tiazi |
| 24 oktober 2015 «onderlinge duels» 17:00 (UTC) | Badji 13' Keita 83', 89' |       | Bangoura 3' | Stade Demba Diop, Dakar Scheidsrechter: Hicham Tiazi |

## Zone West B

### Eerste ronde
Winnaars plaatsen zich voor het hoofdtoernooi.
|                                                |                    |       |             |                                                     |
| 18 oktober 2015 «onderlinge duels» 15:00 (UTC) | Ghana              | 2 – 1 | Ivoorkust   | Baba Yara Stadium, Kumasi Scheidsrechter: Juste Zio |
| 18 oktober 2015 «onderlinge duels» 15:00 (UTC) | Fameyeh 45+3', 89' |       | Sangaré 33' | Baba Yara Stadium, Kumasi Scheidsrechter: Juste Zio |

|                                                |           |       |       |                                                                    |
| 30 oktober 2015 «onderlinge duels» 15:30 (UTC) | Ivoorkust | 1 – 0 | Ghana | Stade Robert Champroux, Abidjan Scheidsrechter: Abderahamane Kelly |
| 30 oktober 2015 «onderlinge duels» 15:30 (UTC) | Bouah 35' |       |       | Stade Robert Champroux, Abidjan Scheidsrechter: Abderahamane Kelly |

|                                                  |                              |       |              |                                                                         |
| 17 oktober 2015 «onderlinge duels» 16:00 (UTC+1) | Nigeria                      | 2 – 0 | Burkina Faso | Adokiye Amiesimaka Stadium, Port Harcourt Scheidsrechter: Boubou Traoré |
| 17 oktober 2015 «onderlinge duels» 16:00 (UTC+1) | Bature 25' Salami 76' (pen.) |       |              | Adokiye Amiesimaka Stadium, Port Harcourt Scheidsrechter: Boubou Traoré |

|                                                |              |       |         |                                                                 |
| 25 oktober 2015 «onderlinge duels» 16:00 (UTC) | Burkina Faso | 0 – 0 | Nigeria | Stade du 4 Août, Ouagadougou Scheidsrechter: Omar Mohamed Ragab |
| 25 oktober 2015 «onderlinge duels» 16:00 (UTC) |              |       |         | Stade du 4 Août, Ouagadougou Scheidsrechter: Omar Mohamed Ragab |

|                                                  |                      |       |      |                                      |
| 17 oktober 2015 «onderlinge duels» 16:00 (UTC+1) | Niger                | 2 – 0 | Togo | Stade Général Seyni Kountché, Niamey |
| 17 oktober 2015 «onderlinge duels» 16:00 (UTC+1) | Halidou 11' Kowa 14' |       |      | Stade Général Seyni Kountché, Niamey |

|                                                |           |       |          |                                                  |
| 25 oktober 2015 «onderlinge duels» 15:30 (UTC) | Togo      | 1 – 1 | Niger    | Stade de Kégué, Lomé Scheidsrechter: Fidel Gomes |
| 25 oktober 2015 «onderlinge duels» 15:30 (UTC) | Akaté 20' |       | Kowa 18' | Stade de Kégué, Lomé Scheidsrechter: Fidel Gomes |

## Centrale Zone

### Eerste ronde
Winnaars geplaatst voor het hoofdtoernooi.
|                                    |                |           |                               |                              |
| 18 oktober 2015 «onderlinge duels» | Congo-Kinshasa | gecanceld | Centraal-Afrikaanse Republiek | Stade Tata Raphaël, Kinshasa |
| 18 oktober 2015 «onderlinge duels» |                |           |                               | Stade Tata Raphaël, Kinshasa |

|                                    |                               |           |                |  |
| 23 oktober 2015 «onderlinge duels» | Centraal-Afrikaanse Republiek | gecanceld | Congo-Kinshasa |  |
| 23 oktober 2015 «onderlinge duels» |                               |           |                |  |

|                                                  |          |       |                   |                                                           |
| 18 oktober 2015 «onderlinge duels» 15:00 (UTC+1) | Kameroen | 0 – 0 | Congo-Brazzaville | Stade Ahmadou Ahidjo, Yaoundé Scheidsrechter: Denis Batte |
| 18 oktober 2015 «onderlinge duels» 15:00 (UTC+1) |          |       |                   | Stade Ahmadou Ahidjo, Yaoundé Scheidsrechter: Denis Batte |

|                                                  |                   |            |          |                                                                                 |
| 31 oktober 2015 «onderlinge duels» 15:30 (UTC+1) | Congo-Brazzaville | 0 – 1      | Kameroen | Stade Alphonse Massemba-Débat, Brazzaville Scheidsrechter: Yves Roponat Mbourou |
| 31 oktober 2015 «onderlinge duels» 15:30 (UTC+1) |                   | Wandja 76' |          | Stade Alphonse Massemba-Débat, Brazzaville Scheidsrechter: Yves Roponat Mbourou |

|                                                  |        |                      |       |                                                                              |
| 18 oktober 2015 «onderlinge duels» 15:30 (UTC+1) | Tsjaad | 0 – 2                | Gabon | Stade Omnisports Idriss Mahamat Ouya, N'Djamena Scheidsrechter: Lazard Tsiba |
| 18 oktober 2015 «onderlinge duels» 15:30 (UTC+1) |        | Mba 15' Mandraut 84' |       | Stade Omnisports Idriss Mahamat Ouya, N'Djamena Scheidsrechter: Lazard Tsiba |

|                                                  |       |             |        |                                                                            |
| 24 oktober 2015 «onderlinge duels» 15:30 (UTC+1) | Gabon | 0 – 1       | Tsjaad | Stade Augustin Monédan de Sibang, Libreville Scheidsrechter: Belay Tadesse |
| 24 oktober 2015 «onderlinge duels» 15:30 (UTC+1) |       | Ndiguem 69' |        | Stade Augustin Monédan de Sibang, Libreville Scheidsrechter: Belay Tadesse |

## Oost-Centrale Zone
- Rwanda kwalificeerde zich automatisch als gastland.
- Soedan kreeg een bye naar de eerste ronde.

### Voorronde
|                                               |          |                                     |         |                                                        |
| 20 juni 2015 «onderlinge duels» 20:00 (UTC+3) | Tanzania | 0 – 3                               | Oeganda | Amaan Stadium, Zanzibar Scheidsrechter: Hudu Munyemana |
| 20 juni 2015 «onderlinge duels» 20:00 (UTC+3) |          | Ssekisambu 40', 66' Miya 90' (pen.) |         | Amaan Stadium, Zanzibar Scheidsrechter: Hudu Munyemana |

|                                              |             |       |                  |                                                            |
| 4 juli 2015 «onderlinge duels» 16:00 (UTC+3) | Oeganda     | 1 – 1 | Tanzania         | Nakivubo Stadium, Kampala Scheidsrechter: Djamal Aden Abdi |
| 4 juli 2015 «onderlinge duels» 16:00 (UTC+3) | Keziron 83' |       | Bocco 59' (pen.) | Nakivubo Stadium, Kampala Scheidsrechter: Djamal Aden Abdi |

|                                               |               |       |                           |                                                              |
| 21 juni 2015 «onderlinge duels» 21:30 (UTC+3) | Djibouti      | 1 – 2 | Burundi                   | Stade du Ville, Djibouti Scheidsrechter: Hassan Mohamed Hagi |
| 21 juni 2015 «onderlinge duels» 21:30 (UTC+3) | Aboubaker 54' |       | Bizimana 51' Nahimana 65' | Stade du Ville, Djibouti Scheidsrechter: Hassan Mohamed Hagi |

|                                              |                       |       |          |                                                           |
| 4 juli 2015 «onderlinge duels» 15:00 (UTC+2) | Burundi               | 2 – 0 | Djibouti | Prince Louis Rwagasore Stadium, Bujumbura Scheidsrechter: |
| 4 juli 2015 «onderlinge duels» 15:00 (UTC+2) | Nshimirimana 12', 79' |       |          | Prince Louis Rwagasore Stadium, Bujumbura Scheidsrechter: |

|                                               |                            |       |       |                                                                  |
| 21 juni 2015 «onderlinge duels» 16:00 (UTC+3) | Ethiopië                   | 2 – 0 | Kenia | Bahir Dar Stadium, Bahir Dar Scheidsrechter: Mohammed Omar Ragab |
| 21 juni 2015 «onderlinge duels» 16:00 (UTC+3) | Girma 23' Panom 77' (pen.) |       |       | Bahir Dar Stadium, Bahir Dar Scheidsrechter: Mohammed Omar Ragab |

|                                              |       |       |          |                                                                      |
| 4 juli 2015 «onderlinge duels» 16:00 (UTC+3) | Kenia | 0 – 0 | Ethiopië | Nyayo National Stadium, Nairobi Scheidsrechter: Adélaïde Ali Mohamed |
| 4 juli 2015 «onderlinge duels» 16:00 (UTC+3) |       |       |          | Nyayo National Stadium, Nairobi Scheidsrechter: Adélaïde Ali Mohamed |

### Eerste ronde
Winnaars plaatsen zich voor het hoofdtoernooi.
|                                                  |                      |       |        |                                                                    |
| 17 oktober 2015 «onderlinge duels» 16:00 (UTC+3) | Oeganda              | 2 – 0 | Soedan | Nakivubo Stadium, Kampala Scheidsrechter: Luelseghed Ghebremichael |
| 17 oktober 2015 «onderlinge duels» 16:00 (UTC+3) | Kalanda 19' Miya 36' |       |        | Nakivubo Stadium, Kampala Scheidsrechter: Luelseghed Ghebremichael |

|                                                  |        |                     |         |                                                            |
| 25 oktober 2015 «onderlinge duels» 20:00 (UTC+3) | Soedan | 0 – 2               | Oeganda | Khartoum Stadium, Khartoum Scheidsrechter: Sylvester Kirwa |
| 25 oktober 2015 «onderlinge duels» 20:00 (UTC+3) |        | Okhuti 43' Miya 45' |         | Khartoum Stadium, Khartoum Scheidsrechter: Sylvester Kirwa |

|                                                  |                  |       |          |                                                                               |
| 17 oktober 2015 «onderlinge duels» 15:30 (UTC+2) | Burundi          | 2 – 0 | Ethiopië | Prince Louis Rwagasore Stadium, Bujumbura Scheidsrechter: Ali Mohamed Adelaid |
| 17 oktober 2015 «onderlinge duels» 15:30 (UTC+2) | Mavugo 1', 90+2' |       |          | Prince Louis Rwagasore Stadium, Bujumbura Scheidsrechter: Ali Mohamed Adelaid |

|                                                  |                                   |       |         |                                                                   |
| 25 oktober 2015 «onderlinge duels» 16:00 (UTC+3) | Ethiopië                          | 3 – 0 | Burundi | Addis Ababa Stadium, Addis Ababa Scheidsrechter: Mahmoud El-Banna |
| 25 oktober 2015 «onderlinge duels» 16:00 (UTC+3) | Tesfaye 37' Panom 73', 79' (pen.) |       |         | Addis Ababa Stadium, Addis Ababa Scheidsrechter: Mahmoud El-Banna |

## Zone Zuid

### Voorronde
|                                               |                        |       |         |                                                           |
| 21 juni 2015 «onderlinge duels» 15:00 (UTC+2) | Zimbabwe               | 2 – 0 | Comoren | Rufaro Stadium, Harare Scheidsrechter: Mbongiseni Fakudze |
| 21 juni 2015 «onderlinge duels» 15:00 (UTC+2) | Rusike 10' Mudehwe 90' |       |         | Rufaro Stadium, Harare Scheidsrechter: Mbongiseni Fakudze |

|                                              |         |       |          |                                                           |
| 4 juli 2015 «onderlinge duels» 15:00 (UTC+3) | Comoren | 0 – 0 | Zimbabwe | Stade de Beaumer, Moroni Scheidsrechter: Samuel Chirindza |
| 4 juli 2015 «onderlinge duels» 15:00 (UTC+3) |         |       |          | Stade de Beaumer, Moroni Scheidsrechter: Samuel Chirindza |

|                                               |         |       |          |                         |
| 21 juni 2015 «onderlinge duels» 14:50 (UTC+2) | Lesotho | 0 – 0 | Botswana | Setsoto Stadium, Maseru |
| 21 juni 2015 «onderlinge duels» 14:50 (UTC+2) |         |       |          | Setsoto Stadium, Maseru |

|                                              |              |       |           |                                                                    |
| 4 juli 2015 «onderlinge duels» 15:00 (UTC+2) | Botswana     | 1 – 1 | Lesotho   | Botswana National Stadium, Gaborone Scheidsrechter: Jackson Pavaza |
| 4 juli 2015 «onderlinge duels» 15:00 (UTC+2) | Kgaswane 88' |       | Brown 81' | Botswana National Stadium, Gaborone Scheidsrechter: Jackson Pavaza |

|                                               |                           |       |             |                                                                        |
| 21 juni 2015 «onderlinge duels» 14:30 (UTC+1) | Namibië                   | 2 – 1 | Zambia      | Independence Stadium, Windhoek Scheidsrechter: Joaquin Esono Ela Eyang |
| 21 juni 2015 «onderlinge duels» 14:30 (UTC+1) | Stephanus 52' Nenkavu 63' |       | Kalengo 15' | Independence Stadium, Windhoek Scheidsrechter: Joaquin Esono Ela Eyang |

|                                              |                                                  |       |                                                              |                                                     |
| 4 juli 2015 «onderlinge duels» 15:00 (UTC+2) | Zambia                                           | 2 – 1 | Namibië                                                      | Nkoloma Stadium, Lusaka Scheidsrechter: Osiase Koto |
| 4 juli 2015 «onderlinge duels» 15:00 (UTC+2) | Mbewe 29' Kalengo 72'                            |       | Nenkavu 43'                                                  | Nkoloma Stadium, Lusaka Scheidsrechter: Osiase Koto |
| 4 juli 2015 «onderlinge duels» 15:00 (UTC+2) | Strafschoppen                                    |       |                                                              | Nkoloma Stadium, Lusaka Scheidsrechter: Osiase Koto |
| 4 juli 2015 «onderlinge duels» 15:00 (UTC+2) | Mtonga Zimba Chirwa Phiri Mfune Chepeshi Kalengo | 6 – 5 | Isaacks Tjetjinda Kamatuka Keimuine Gebhardt Iimbondi Hoaseb | Nkoloma Stadium, Lusaka Scheidsrechter: Osiase Koto |

|                                               |                                           |       |               |                                                                 |
| 20 juni 2015 «onderlinge duels» 15:00 (UTC+2) | Mozambique                                | 5 – 1 | Seychellen    | Estádio do Ferroviário, Beira Scheidsrechter: Khulasande Qongqo |
| 20 juni 2015 «onderlinge duels» 15:00 (UTC+2) | Luís 32', 42', 49' Reinildo 35' Diogo 73' |       | Waye-Hive 70' | Estádio do Ferroviário, Beira Scheidsrechter: Khulasande Qongqo |

|                                              |            |                                          |            |                                                              |
| 4 juli 2015 «onderlinge duels» 16:30 (UTC+4) | Seychellen | 0 – 4                                    | Mozambique | Stade Linité, Victoria Scheidsrechter: Andofetra Rakotojaona |
| 4 juli 2015 «onderlinge duels» 16:30 (UTC+4) |            | Luís 14' Isac 20' Gildo 37' Reinildo 44' |            | Stade Linité, Victoria Scheidsrechter: Andofetra Rakotojaona |

|                                               |                                |       |           |                                   |
| 20 juni 2015 «onderlinge duels» 15:00 (UTC+2) | Zuid-Afrika                    | 3 – 0 | Mauritius | Dobsonville Stadium, Johannesburg |
| 20 juni 2015 «onderlinge duels» 15:00 (UTC+2) | Gabuza 26' Ntshangase 28', 44' |       |           | Dobsonville Stadium, Johannesburg |

|                                              |           |                           |             |                                                   |
| 5 juli 2015 «onderlinge duels» 15:00 (UTC+4) | Mauritius | 0 – 2                     | Zuid-Afrika | Stade Anjalay, Mapou Scheidsrechter: Wisdom Chewe |
| 5 juli 2015 «onderlinge duels» 15:00 (UTC+4) |           | Masango 69' Letlabika 84' |             | Stade Anjalay, Mapou Scheidsrechter: Wisdom Chewe |

|                                               |                           |       |                         |                                                               |
| 21 juni 2015 «onderlinge duels» 15:00 (UTC+2) | Swaziland                 | 2 – 2 | Angola                  | Somhlolo National Stadium, Lobamba Scheidsrechter: Emile Fred |
| 21 juni 2015 «onderlinge duels» 15:00 (UTC+2) | Tsabedze 65' Ndzinisa 83' |       | Dário 30' Ary Papel 54' | Somhlolo National Stadium, Lobamba Scheidsrechter: Emile Fred |

|                                              |                 |       |           |                                                                          |
| 4 juli 2015 «onderlinge duels» 15:30 (UTC+1) | Angola          | 2 – 0 | Swaziland | Estádio 11 de Novembro, Luanda Scheidsrechter: Lekgotla Leonard Johannes |
| 4 juli 2015 «onderlinge duels» 15:30 (UTC+1) | Gelson 31', 86' |       |           | Estádio 11 de Novembro, Luanda Scheidsrechter: Lekgotla Leonard Johannes |

### Eerste ronde
|                                                  |                                  |       |                |                                                              |
| 18 oktober 2015 «onderlinge duels» 15:00 (UTC+2) | Zimbabwe                         | 3 – 1 | Lesotho        | Barbourfields Stadium, Bulawayo Scheidsrechter: Sheha Waziri |
| 18 oktober 2015 «onderlinge duels» 15:00 (UTC+2) | Mutuma 48' (pen.), 56' Phiri 81' |       | Seturumane 63' | Barbourfields Stadium, Bulawayo Scheidsrechter: Sheha Waziri |

|                                                  |                 |       |            |                                                         |
| 25 oktober 2015 «onderlinge duels» 15:00 (UTC+2) | Lesotho         | 1 – 1 | Zimbabwe   | Setsoto Stadium, Maseru Scheidsrechter: Kalasande Qongo |
| 25 oktober 2015 «onderlinge duels» 15:00 (UTC+2) | Moyo 79' (pen.) |       | Mutuma 35' | Setsoto Stadium, Maseru Scheidsrechter: Kalasande Qongo |

|                                                  |                                    |       |            |                                                                   |
| 17 oktober 2015 «onderlinge duels» 15:00 (UTC+2) | Zambia                             | 3 – 0 | Mozambique | Levy Mwanawasa Stadium, Ndola Scheidsrechter: Hamada Nampiandraza |
| 17 oktober 2015 «onderlinge duels» 15:00 (UTC+2) | Kalengo 77' Luchanga 80' Sautu 89' |       |            | Levy Mwanawasa Stadium, Ndola Scheidsrechter: Hamada Nampiandraza |

|                                                  |                 |       |           |                                                            |
| 25 oktober 2015 «onderlinge duels» 15:00 (UTC+2) | Mozambique      | 1 – 1 | Zambia    | Estádio da Machava, Matola Scheidsrechter: Norman Matemera |
| 25 oktober 2015 «onderlinge duels» 15:00 (UTC+2) | Hagi 83' (pen.) |       | Mbewe 26' | Estádio da Machava, Matola Scheidsrechter: Norman Matemera |

|                                                  |             |                            |        |                                                               |
| 17 oktober 2015 «onderlinge duels» 15:00 (UTC+2) | Zuid-Afrika | 0 – 2                      | Angola | Rand Stadium, Johannesburg Scheidsrechter: Thierry Nkurunziza |
| 17 oktober 2015 «onderlinge duels» 15:00 (UTC+2) |             | Mateus 54' Ary Papel 90+2' |        | Rand Stadium, Johannesburg Scheidsrechter: Thierry Nkurunziza |

|                                                  |            |       |                               |                                                                    |
| 24 oktober 2015 «onderlinge duels» 15:00 (UTC+1) | Angola     | 1 – 2 | Zuid-Afrika                   | Estádio 11 de Novembro, Luanda Scheidsrechter: Mbongisseni Fakudze |
| 24 oktober 2015 «onderlinge duels» 15:00 (UTC+1) | Gelson 43' |       | Fabrício 29' (e.d.) Lakay 90' | Estádio 11 de Novembro, Luanda Scheidsrechter: Mbongisseni Fakudze |

## Geplaatste landen
| Noord   | West A | West B    | Centraal          | Centraal Oost     | Zuid     |
| ------- | ------ | --------- | ----------------- | ----------------- | -------- |
| Marokko | Guinee | Ivoorkust | Congo-Brazzaville | Ethiopië          | Zimbabwe |
| Tunesië | Mali   | Nigeria   | Gabon             | Rwanda (gastland) | Zambia   |
|         |        | Niger     | Kameroen          | Oeganda           | Angola   |

## Doelpuntmakers
4 doelpunten
- Luís

3 doelpunten
- Ernest Sugira
- Gelson

- Gatoch Panom
- Farouk Miya

- Winston Kalengo
- Rodreck Mutuma

2 doelpunten
- Ary Papel
- Laudit Mavugo
- Abbas Nshimirimana
- Joel Fameyeh
- Sékou Amadou CaMAa
- Abdoulaye Sissoko

- Taghiyoulla Denna
- Abdelilah Hafidi
- Mohamed Ounajem
- Reinildo
- Benyamin Nenkavu
- Koffi Dan Kowa

- Ibrahima Keita
- Mamadou NiAO
- Siphelele NtshAOase
- Saad BGNr
- Erisa Ssekisambu
- Festus Mbewe

1 doelpunt
- Emery BayiSNge
- Dário
- Mateus
- Mpho Kgaswane
- Hassan BiZWana
- Shasir Nahimana
- Ronald NGh Wandja
- Nassar Ndiguem
- Darar Djama Aboubaker
- AsTDlew Girma
- SCoum Tesfaye
- Rick MAtel Allogho Mba
- Richy Mandraut
- Salif Krubally
- Alsény CaMAa Agogo
- Aboubacar Bébé BAOoura
- Ibrahim Sory Sankhon
- Aboubacar IyAOa Sylla
- Aboubacar Mouctar Sylla
- Malam Fati
- Obetchi
- Koffi Davy Bouah
- Ibrahima SAOaré
- Thabiso Brown
- BLSsing Moyo

- Tsepo Seturumane
- Allison Dweh
- Gobeom Sie Vitalis
- Moayed Al Khritli
- Moussa Bakayoko
- Abdoulaye Diarra
- Boubacar Diarra
- Ismaël Koné
- Aly Abeid
- Boubacar BeyGNli
- Mohamed Yali Dellahi
- Mamadou Niass
- Abderrahim AchTDkir
- Abdessalam Benjelloun
- Rachid Housni
- Mouhcine Iajour
- Abdeladim Khadrouf
- Abdessamad Lembarki
- MAwane Saâdane
- Diogo
- Gildo
- Momed Hagi
- Isac
- Willy Stephanus
- Idrissa Halidou

- Yaro Bature
- Gbolahan Salami
- Abdoulaye Ba
- Sylvain BaDJ
- Mouhamad Waliou Ndoye
- Gervais Waye-Hive
- Sallieu Tarawallie
- Thamsanqa GAuza
- Fagrie Lakay
- Wandisile Letlabika
- Mandla MasAOo
- Sabelo Ndzinisa
- Tony Tsabedze
- Raphael Bocco
- GNAa Akaté
- Karim Aouadhi
- Ali MaTDni
- Frank Kalanda
- Kizito Keziron
- Caesar Okhuti
- Conlyde LuTDOa
- Spencer Sautu
- MAshall Mudehwe
- Danny Phiri
- Evans Rusike

Eigen doelpunten
- Fabrício (Tegen Zuid-Afrika)
- Aly Abeid (Tegen Mali)